# 菜戶
菜戶指明朝時期宦官與宮女之間的夫妻關係，《明史》卷一一四《懿安後傳》曰：“宮人無子者，各擇內監為侶，謂之‘菜戶’”。
菜戶是對食衍生而來，對食之間的愛情，多為短暫交往；而菜戶則專指太監與宮女之間的戀愛，並會盟誓終身相愛，關係有如夫妻，在明朝最為普遍。
明太祖時，嚴禁宦官與宮女有曖昧行為，明朝中葉以後，宦官把持朝政，“菜戶”已多得無以數計。萬曆年間太監宋保因宮女吴氏為菜戶，後來吳氏移情別戀，與同類張進朝者結好，宋保终至万念俱灰，最後出家为僧。
有些情形下菜戶的感情比真正的夫妻好，《萬曆野獲編》中曾記載一間寺廟中放滿宮女的牌位，由宦官奉祀，牌位上都寫有宮女的姓名，每逢宮女的忌日，與其結為菜戶的宦官便會前來祭悼，其悲傷之情一如丈夫悼愛妻。明朝初年曾有宮女屆齡或服務滿一定年限，即放回家鄉的慣例，但並未落實。1435年，英宗即位，曾大規模放出宮女，此後成為不成文的慣例，因此後繼的皇帝登基，也常有放宮女之舉，最後一次為1621年。
清朝宫女由于不再是终生服役，通常在25岁离宫后，宫女会进行婚嫁。